# Parthenia
Parthenia (Oudgrieks: παρϑένια, -νεια) waren hymnen, die door een koor van jonge vrouwen met begeleiding van fluitspel werden gezongen, terwijl het zich op feestdagen in optocht naar een tempel begaf. Als dichters van Parthenia zijn bekend Alkman, Pindaros, Simonides en anderen.

## Referentie
- art. Parthenia, in J.G. Schlimmer - Z.C. de Boer, Woordenboek der Grieksche en Romeinsche Oudheid, Haarlem, 1920, p. 459.